# Federigo Tozzi

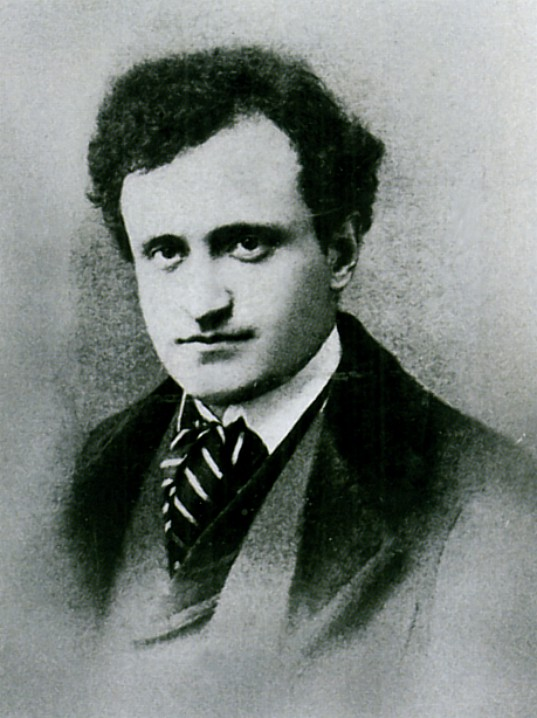
Federigo Tozzi

Federigo Tozzi (* 1. Januar 1883 in Siena; † 21. März 1920 in Rom) war ein italienischer Schriftsteller.

## Leben und Werk

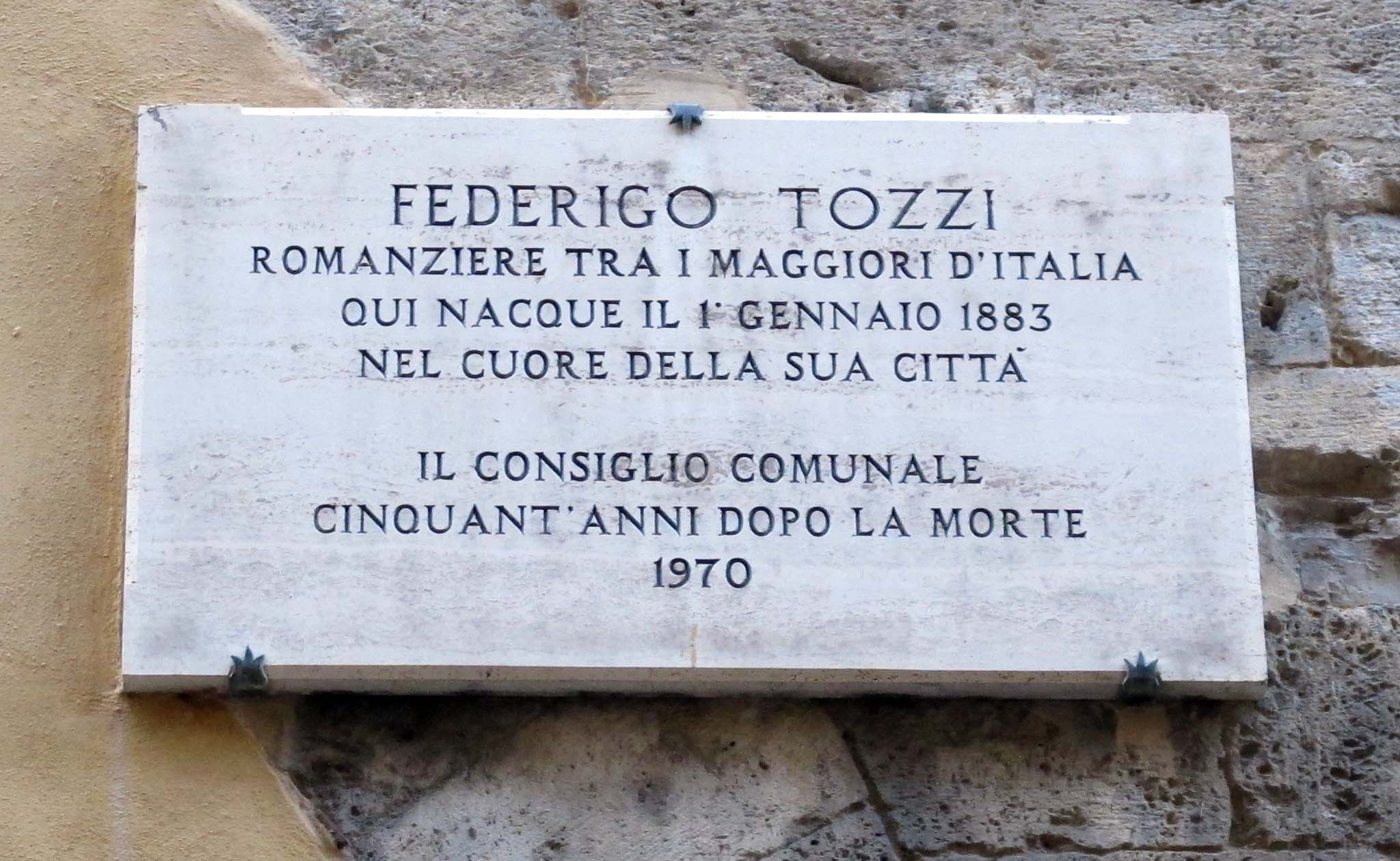
Hinweisschild auf das Geburtshaus von Federigo Tozzi in der heutigen Via Banchi di Sopra in Siena

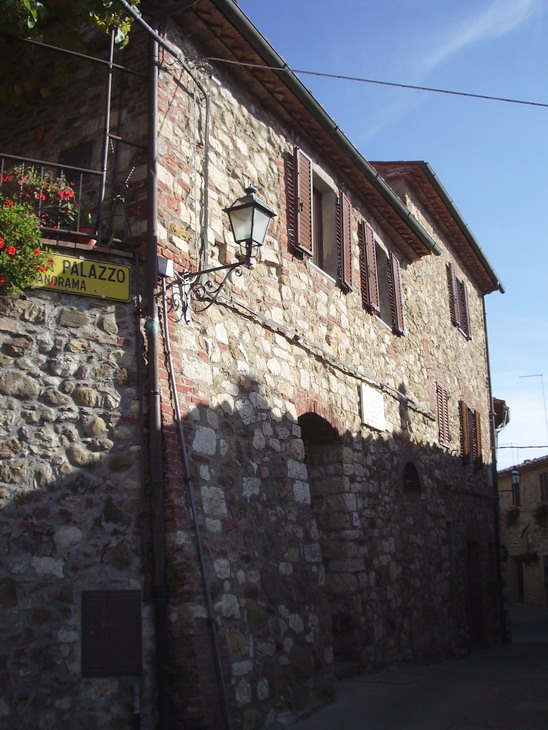
Wohnhaus des Vaters von Federigo Tozzi in Pari (Gemeinde Civitella Paganico)

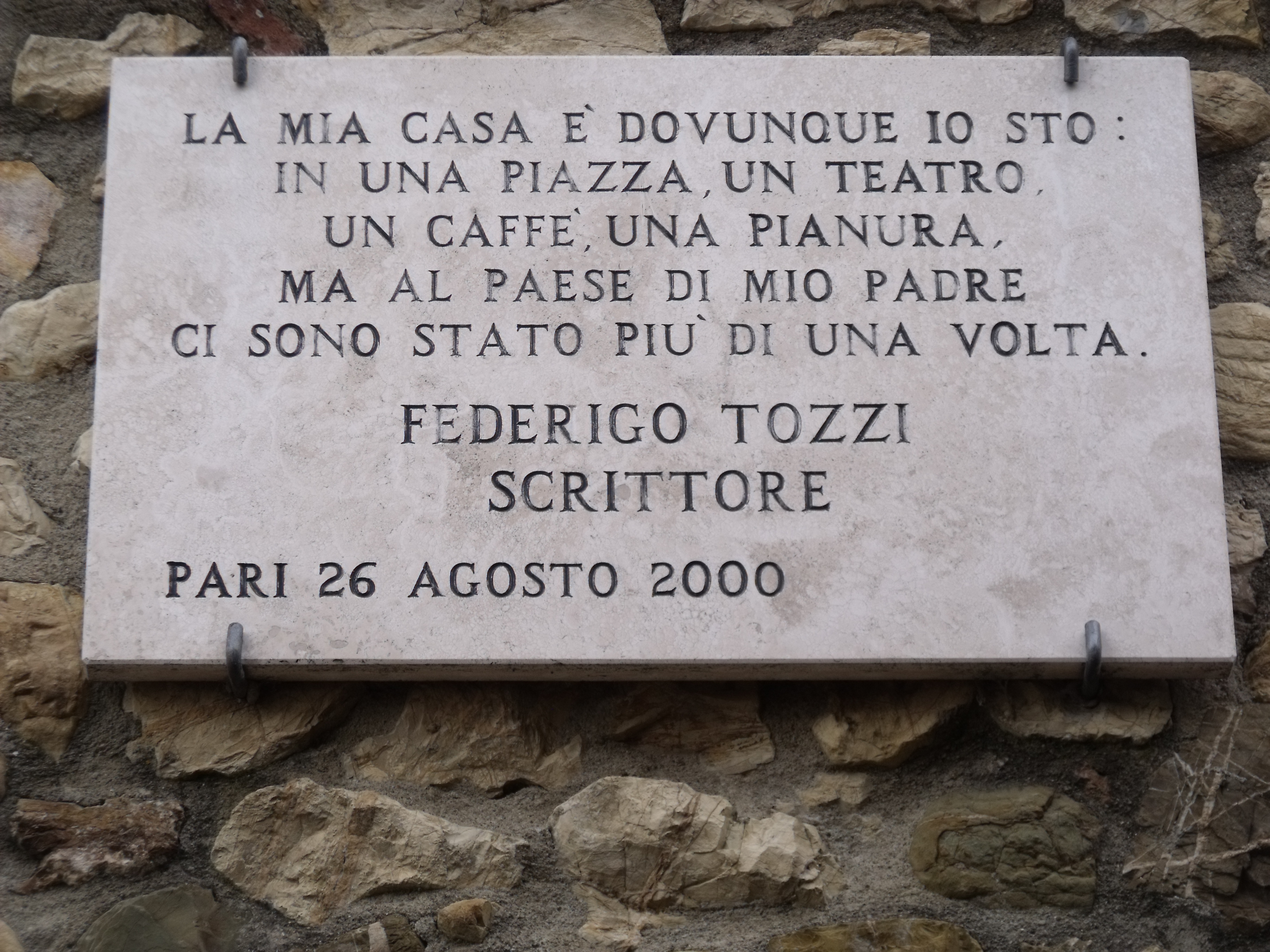
Hinweisschild am Haus des Vaters in Pari (Mein Haus ist überall wo ich bin: Auf einer Piazza, in einem Theater, einem Cafe oder im Flachland. Aber in der Heimat meines Vaters bin ich mehr als einmal gewesen)

Federigo Tozzi war Sohn des Gastwirtes Federigo Tozzi (Ghigo del Sasso genannt, geboren in Pari (heute Gemeinde Civitella Paganico)), der in Siena das Restaurant Il Sasso (Trattoria del Sasso, auch del Sasso Rosso genannt) in der Via dei Rossi und Landgüter (Podere Castagneto als Hauptgut (später als Poggio a’ meli literarisch verarbeitet), sowie das Podere Pecorile) südlich von Siena an der Tressa besaß. Seine Mutter war Annunziata Automi. Er war das letzte von acht Kindern, die alle im Kindesalter starben, und wurde in der Via Banchi di Sopra nahe dem Arco dei Rossi im angeschlossenen Wohnhaus des Familienrestaurants geboren. Zunächst besuchte er das Seminario Arcivescovile in Siena, dann ging er auf das Gymnasium, von dem er 1895 aufgrund von Fehlverhalten ausgeschlossen wurde. Im gleichen Jahr am 25. Oktober starb seine Mutter. 1902 verließ er endgültig die Schule. Im gleichen Jahr begannen Briefwechsel mit seiner späteren Frau Emma Palagi. Ab 1908 arbeitete er als Bahnbeamter in Pontedera (März und April) und Florenz (bis zum 15. Mai, als sein Vater starb,) danach führte er den Besitz seines Vaters. Ebenfalls 1908 heiratete er Emma Palagi, ein Jahr später im August wurde der gemeinsame Sohn Glauco geboren. 1911 erschien sein erster Gedichtband (La zampogna verde). 1913 begann er die Arbeiten zu seinem ersten Roman Con gli occhi chiusi (dt. Mit geschlossenen Augen), ein stark autobiografisch geprägter Text. Ebenfalls 1913 gründete er mit Domenico Giuliòtti (* 1877 in San Casciano in Val di Pesa; † 1956 in Greve in Chianti) die Zeitschrift La Torre, die nur sieben Ausgaben erreichte. Nach dem Verkauf des Landgutes 1914 ging Tozzi im gleichen Jahr als Journalist nach Rom, wo er vom Kriegsausbruch überrascht zunächst Freiwilliger in der Presseabteilung des Roten Kreuzes wurde. 1918 trat er der Redaktion von Messaggero della Domenica bei. Durch seine schriftstellerische Tätigkeit bei der Zeitung wurden die Schriftsteller Luigi Pirandello und Orio Vergani (* 1898 in Mailand; † 1960 ebd.) auf ihn aufmerksam, die ihn auch förderten. Tozzi starb 1920 in Rom an einer Lungenentzündung.
Federigo Tozzi gilt seit einigen Jahrzehnten als Klassiker der italienischen Moderne, aber auch als einer der wenigen großen toskanischen Autoren. Nach Italo Calvino gehört er zu den großen europäischen Schriftstellern italienischer Herkunft. Sein Stil ist knapp und lakonisch. Laut Alberto Moravia beschreibt Tozzi mit einfachen Worten große Tragödien.

## Kritik
Im Büchermarkt des Deutschlandfunks heißt es am 2. April 2012 in einer Besprechung des 2011 im Wagenbach Verlag erschienenen Romans Mit geschlossenen Augen (Taschenbuch), der 1988 schon einmal (in deutscher Sprache) im Piper Verlag (München) publiziert worden war:
- "Tozzis Schreiben ist an Flauberts Impassibilité geschult. Er beklagt nicht und klagt nicht an, wenn etwas zerbrochen ist, sondern weist mit scharfem Blick auf die Scherben: Seht euch das an! Ein Gefühl für die Zerbrechlichkeit der menschlichen Dinge soll sich beim Leser einstellen." Und: "Ein luzider Roman von stiller Abgründigkeit, eine Stimme, ein Klang, der im Ohr bleibt wie das Glockenläuten, das sich in den Hügeln Sienas verliert."[9]

Der Literaturkritiker Giuseppe Petronio (1909–2003) schreibt in seiner Geschichte der italienischen Literatur über Tozzis Werk:
- "Tozzis Figuren sind mit den Versagern der gesamten europäischen Literatur des 20. Jahrhunderts verwandt und unterscheiden sich von den Besiegten Vergas und der Veristen dadurch, dass ihre ständigen Niederlagen sich ganz im Innern der Persönlichkeiten abspielen und sie von einer tragischen, düsteren Atmosphäre umgeben sind, die von einer lyrisch verfremdeten Landschaft und Umgebung erzeugt wird."[11]

Von einer kritischen Würdigung des großen italienischen Autors in Deutschland kann ansonsten kaum die Rede sein. Tozzi wurde von der deutschen Literaturkritik kaum beachtet.

## Werke (Auswahl)
- La zampogna verde (1911), Gedichte
- La città della Vergine (1913), Gedichte
- Bestie (1915) (dt. Bestien), lyrisch-fragmentarische Skizzen
- Le cose più belle di Santa Caterina da Siena (1918)[5]
- Con gli occhi chiusi (1919) (dt. Mit geschlossenen Augen), Roman
- Giovani (1920), Roman
- Tre croci (1920) (dt. Drei Kreuze), Roman
- Il podere (1921) (dt. Das Gehöft), Roman
- Ricordi di un impiegato (1927) (dt. Erinnerungen eines Angestellten), Roman
- Novelle (dt. Eine Geliebte), Erzählungen
- Bestie, cose, persone (dt. Tiere, Dinge, Menschen), Prosaminiaturen